# Wu (court métrage, 2009)
Pour les articles homonymes, voir Wu.
Pour plus de détails, voir Fiche technique et Distribution.
Wu est un court métrage français réalisé par Cécile Vernant et sorti en 2009.

## Fiche technique
- Titre : Wu
- Réalisation : Cécile Vernant
- Scénario : Cécile Vernant
- Photographie : Yohann Charrin
- Costumes : Fanny Rappange
- Décors : Anne Garnier
- Son : Xavier Marsais
- Montage : Frank Nakache
- Musique : Erwann Kermorvant
- Production : Les Films du Cygne
- Pays :  France
- Durée : 12 minutes
- Date de sortie : Belgique - 14 février 2009[1]

## Distribution
- Didier Menin
- Marie-Anne Mestre
- Océane Decaudain

## Distinctions

### Récompenses
- Prix des étudiants au Festival « Sup' de courts » 2009[2],[3]
- Mention spéciale du jury aux Rencontres du cinéma européen de Vannes 2009
- Prix du meilleur court métrage au Festival régional et international du cinéma de Guadeloupe 2010

### Sélections
- Festival du film de Sarlat 2009
- Festival du film d'Agde « Les Hérault du cinéma » 2009
- Festival Cinemazonia 2009[4]
- Festival du film Tribeca[5]
- Festival du film francophone de Bratislava 2010[5]